# Herb Wodzisławia Śląskiego
Herb Wodzisławia Śląskiego – jeden z symboli miasta Wodzisław Śląski w postaci herbu.

## Wygląd i symbolika
Herb stanowi tarcza dwudzielna w słup, w heraldycznie prawym, błękitnym polu pół orła złotego bez korony, zwróconego w lewo, którego dziób, język, nogi i szpony czerwone; w lewym czerwonym polu połowa pięciolistnej złotej róży z zielonymi listkami między płatkami i z czerwonym dnem.
Orzeł symbolizuje założyciela miasta, księcia opolsko-raciborskiego Władysława opolskiego (1246-1281/82), zaś róża nawiązuje symboliką do patronki Kościoła parafialnego – Maryi Panny.

## Historia
Już w XIII, XIV wieku, herb został ukształtowany wraz z powstaniem miasta.
Herb został zatwierdzony 3 października 1936 roku przez Ministerstwo Spraw Wewnętrznych.